# 阿爾布雷希特四世 (巴伐利亞)
阿爾布雷希特四世，（1447年12月15日—1508年3月18日），巴伐利亞公爵，維特爾斯巴赫家族成員。父親是巴伐利亞公爵阿爾布雷希特三世，母親是不倫瑞克-格魯本哈根的安娜。

## 生平
阿爾布雷希特四世出生於慕尼黑。當長兄巴伐利亞公爵約翰四世去世後，他放棄了神職工作從帕維亞回到慕尼黑。當他的弟弟克里斯托夫和沃爾夫岡辭去公爵爵位時及次兄西吉斯蒙德於1467年從巴伐利亞-慕尼黑公國分出巴伐利亞-達豪公國後，阿爾伯特成為巴伐利亞-慕尼黑唯一統治者，西吉斯蒙德於1501年去世後，巴伐利亞-達豪公國又恢復成為巴伐利亞-慕尼黑公國的一部份。

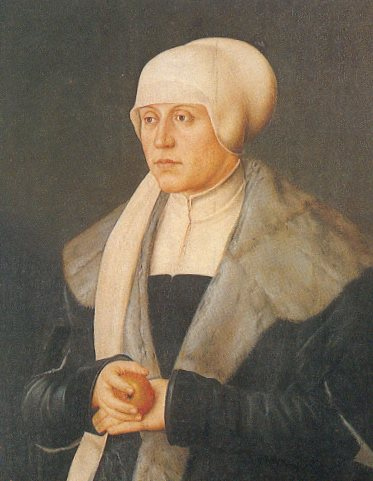
奧地利的庫妮根德畫像

阿爾布雷希特四世與神聖羅馬皇帝腓特烈三世的女兒奧地利的庫妮根德的婚姻是陰謀詭計的結果，但應該算是腓特烈三世的失敗。當時阿爾布雷希特四世不合法地控制了一些帝國封地，然後要求迎娶庫尼貢德（居住在距離她父親遙遠的因斯布魯克），並承諾將帝國封地成為她的嫁妝。皇帝最初批准，但是在阿爾布雷希特四世管另外一個封地雷根斯堡之後，腓特烈三世皇帝撤回他的批准。然而，在1487年1月2日，皇帝改變心意的命令在傳達給他的女兒之前，庫尼貢德嫁給阿爾伯特。腓特烈三世之子馬克西米利安一世僅通過干預阻止戰爭。在阿爾布雷希特四世的婚禮上，格倫瓦爾德城堡於1486/87年在約格·馮·魏克茨豪森的指揮下擴展。阿爾布雷希特四世最終決定在1492年歸還士瓦本的領土，以避免與哈布斯堡王朝和士瓦本同盟發生戰爭。然後，他還必須歸還雷根斯堡，後者於1486年才重新歸入巴伐利亞公國，並且當外奧地利大公西吉斯蒙德試圖將其移交給阿爾布雷希特四世時，無奈地放棄外奧地利。
1503年，最後一位巴伐利亞-蘭茨胡特公爵格奧爾格去世後，阿爾布雷希特四世在與格奧爾格的繼承人維特爾斯巴赫家族的普法爾茨支系進行了一場可怕的戰爭，才能使整個巴伐利亞公國重新統一，但不得不移交巴伐利亞- 蘭茨胡特給他的妻舅皇帝馬克西米利安一世，以補償他在戰爭中的支持：庫夫施泰因、基茨比爾和拉滕堡於1506年移交給馬克西米利安一世並與蒂羅爾重新結合。對於普法爾茨分支，他們創建一個新的普法爾茨-諾伊堡公國。
為了避免巴伐利亞公國以後的再度分裂，阿爾布雷希特四世於1506年頒布長子繼承法。儘管如此，他的長子和繼承人巴伐利亞公爵威廉四世從1516年起必須與他的弟弟路易十世分享權力。1545年路易十世去世後，該法令生效，直到1918年巴伐利亞君主制結束為止。
阿爾布雷希特四世被埋葬在慕尼黑的聖母主教座堂中。

## 家庭
1487年1月3日，阿爾布雷希特四世與神聖羅馬皇帝腓特烈三世和他的妻子葡萄牙的萊昂諾爾的女兒奧地利的庫妮根德結婚。
他們共有八個兒女。
1. 希多妮（英语：Sidonie of Bavaria）（1488年—1505年），早逝，普法爾茨選侯路德維希五世的未婚妻
2. 希比爾（1489年—1519年），普法爾茨選侯路德維希五世夫人
3. 莎碧娜（1492年—1564年），符騰堡公爵夫人
4. 威廉（1493年—1550年），巴伐利亞公爵[2]
5. 路易（1495年—1545年），巴伐利亞公爵[2]
6. 蘇珊娜（1499年–1500年）
7. 恩斯特（英语：Ernest of Bavaria (1500–1560)）（1500年—1560年）[2]
8. 蘇珊娜（1502年—1543年），1518年嫁庫爾姆巴赫藩侯卡齊米日，1529年嫁普法爾茨選侯奧托·亨利。